# Sztuka fraktalna
Sztuka fraktalna – gatunek sztuki cyfrowej, część sztuki nowych mediów. Forma sztuki algorytmicznej, którą tworzy się za pomocą obliczania obiektów fraktalnych i przedstawianie wyników tych obliczeń jako nieruchomych obrazów lub animacji, które łącząc się, tworzą rodzaj abstrakcji. Ten rodzaj sztuki rozwija się od połowy lat 80. XX wieku. Tworzona za pomocą oprogramowania do generowania fraktali w trzech etapach: ustawienie parametrów oprogramowania; wykonanie możliwie, jak najdłuższego obliczenia oraz ocena produktu.
W niektórych przypadkach możliwa jest także dalsza modyfikacja obrazów. Same obrazy mogą być także zintegrowane z wybranym przez artystę dziełem sztuki. Artyści oraz teoretycy sztuki fraktalnej zakładają, że sztuka fraktalna nie mogłaby rozwijać się bez komputerów i ich możliwości obliczeniowych.

## Fraktale
Fraktale stanowią unikalną, cyfrową formą sztuki wykorzystującą wzory matematyczne do tworzenia sztuki o nieskończonej różnorodności formy, detalu, koloru i światła.
Pierwszy fraktal miał być dziełem sztuki. Pokazany był na okładce Scientific American w 1985 roku. Był utworzony z potencjalnej funkcji w dziedzinie, poza zbiorem Mandelbrota. Funkcja ta rośnie jednak na tyle szybko w pobliżu granicy, że twórca musiał pozwolić, by utworzony na obrazie krajobraz opadł w dół.
Fraktale wszelkiego rodzaju zostały wykorzystane jako podstawa sztuki cyfrowej i animacji. Kolorowa grafika wysokiej rozdzielczości stała się coraz bardziej dostępna w laboratoriach naukowych w połowie lat osiemdziesiątych. Naukowe formy sztuki, w tym sztuka fraktalna, rozwinęły się niezależnie od kultury głównego nurtu. Począwszy od dwuwymiarowych szczegółów fraktali, takich jak zestaw Mandelbrota. Znalazły artystyczne zastosowanie w dziedzinach tak różnorodnych, jak generowanie tekstur, symulacja wzrostu roślin i generowanie krajobrazu.

## Artyści
Sztuką fraktalną zajmowali się m.in.: Desmond Paul Henry, Hamid Naderi Yeganeh, Bruno Degazio oraz William Latham.
Sztuka fraktalna jest wystawiana w międzynarodowych galeriach sztuki. Jedną z pierwszych wystaw, na której zaprezentowano tego rodzaju propozycje, była podróżująca wystawa prac naukowców z Uniwersytetu w Bremie „Map Art”.